# Pero brynhilda
Pero brynhilda är en fjärilsart som beskrevs av Louis Beethoven Prout 1928. Pero brynhilda ingår i släktet Pero och familjen mätare. Inga underarter finns listade i Catalogue of Life.